# Malegno
Malegno is een gemeente in de Italiaanse provincie Brescia (regio Lombardije) en telt 2098 inwoners (31-12-2004). De oppervlakte bedraagt 7,0 km², de bevolkingsdichtheid is 352 inwoners per km².

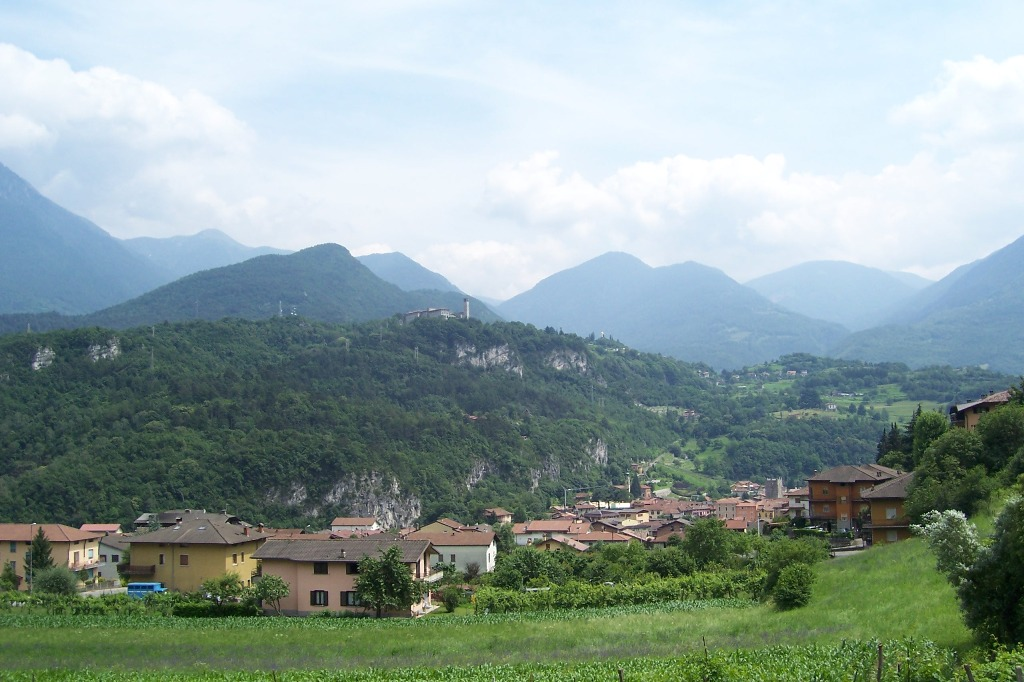
Malegno
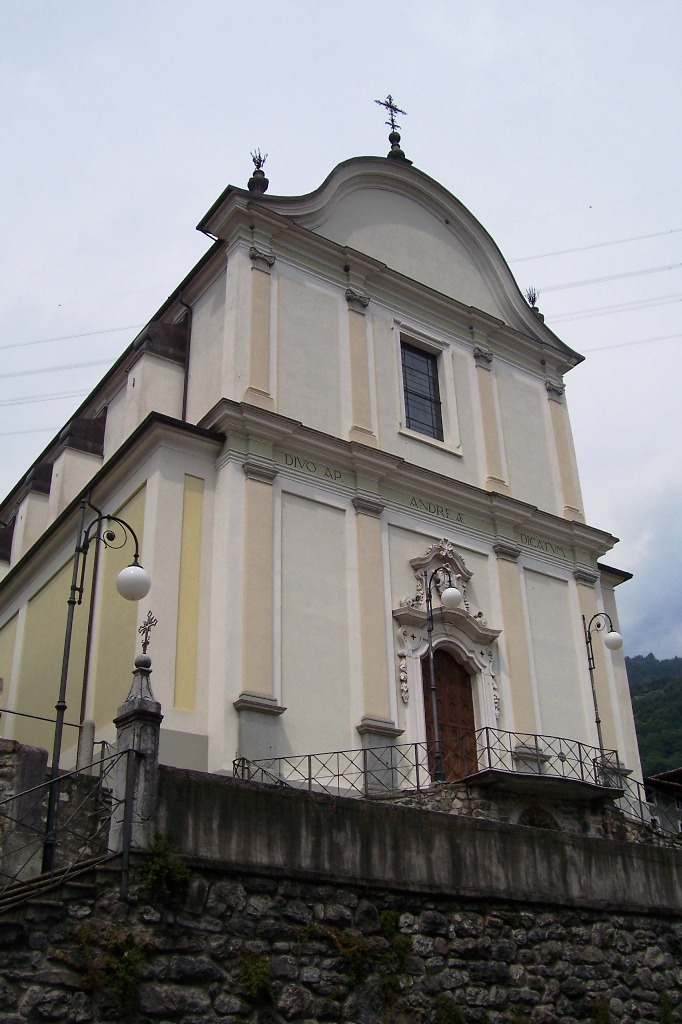
San Andrea, Malegno
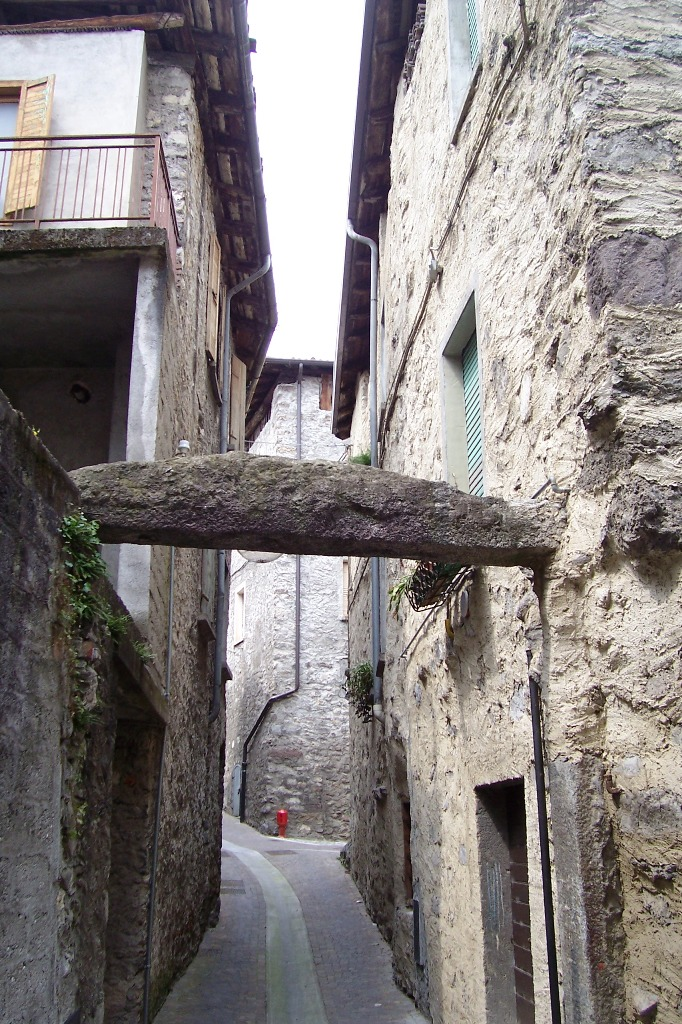
Steegje in Malegno
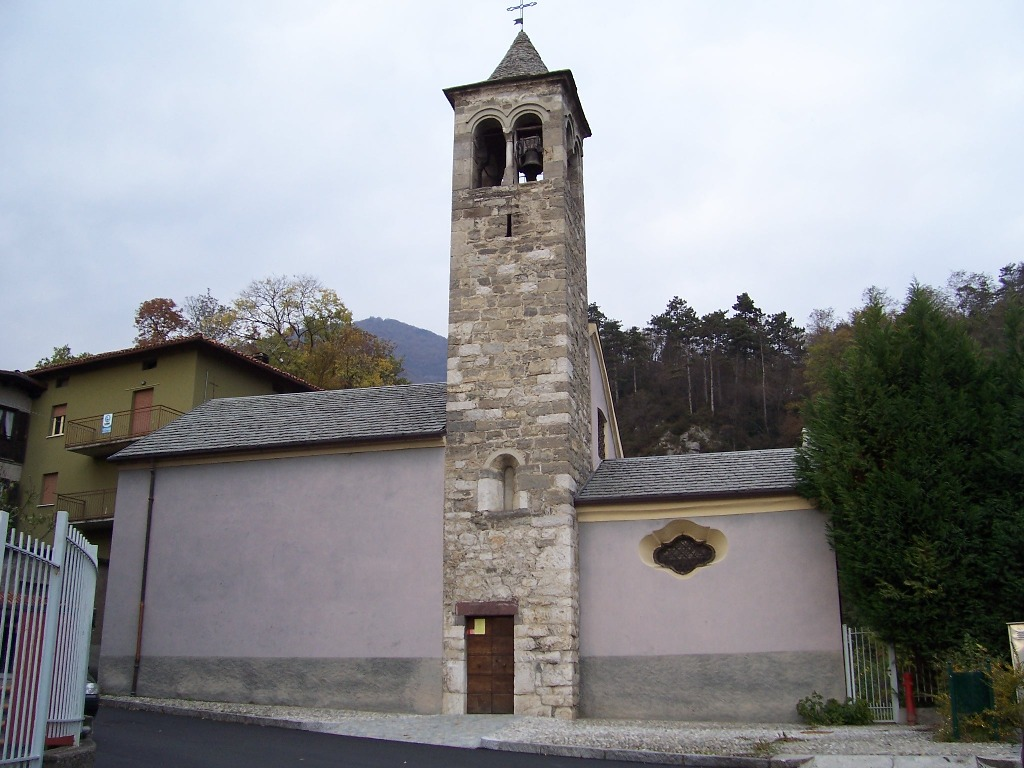
Santa Maria al Pontekerk, Malegno
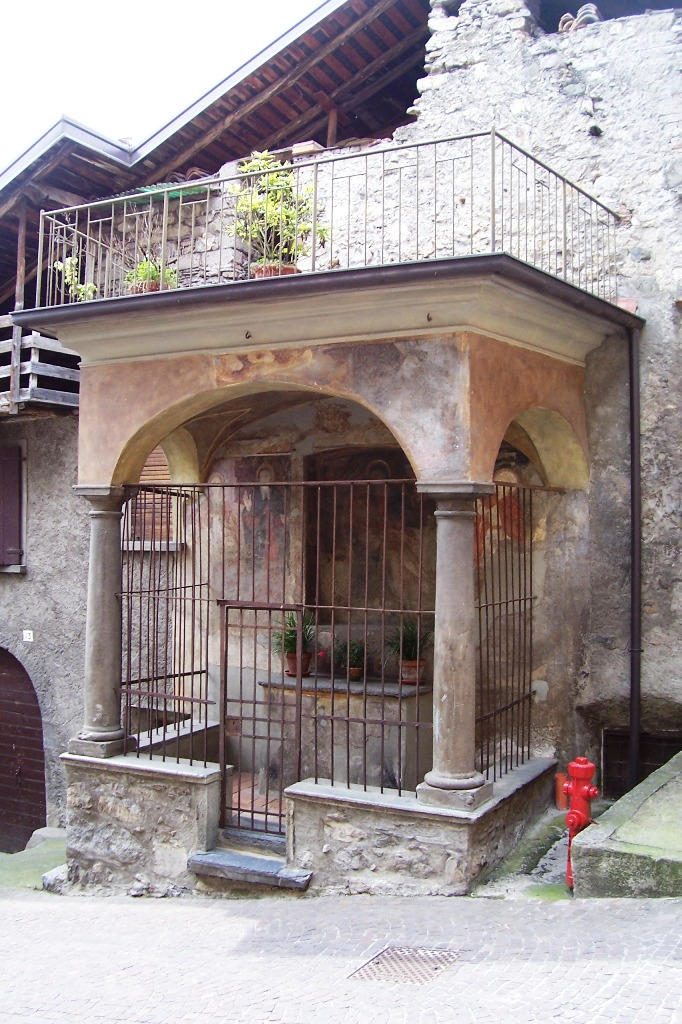
Kapel
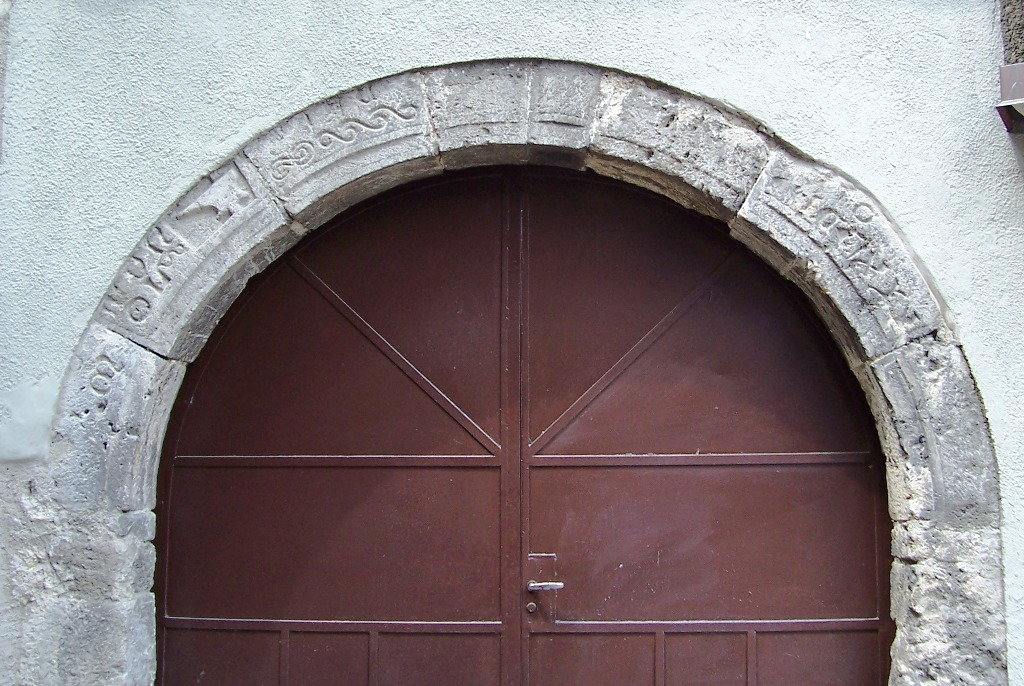
Poort

## Demografie
Malegno telt ongeveer 830 huishoudens. Het aantal inwoners daalde in de periode 1991-2001 met 5,9% volgens cijfers uit de tienjaarlijkse volkstellingen van ISTAT.
| Jaar | Inwoneraantal |
| ---- | ------------- |
| 1991 | 2244          |
| 2001 | 2111          |

## Geografie
Malegno grenst aan de volgende gemeenten: Breno, Cerveno, Cividate Camuno, Losine, Lozio, Ossimo.